# Phare de Chicken Rock
Le phare de Chicken Rock est un phare maritime, propriété du Northern Lighthouse Board et situé sur le récif de Chicken Rock (en mannois Carrick ny Kirkey), au sud-ouest de Calf of Man en mer d'Irlande, à 4 500 mètres au sud-ouest du cap de Spanish Head sur l'île de Man.
Sa mise en service le 1er janvier 1875 après une construction entre 1869 et 1874 par David et Thomas Stevenson a permis de remplacer les deux précédents phares, Calf of Man High Light et Calf of Man Low Light, qui assuraient la signalisation du récif de Chicken Rock. Ses premiers gardiens furent Thomas Dawson, Neil McDonald, Thomas Wallace et Henry Mercer.
Le phare, similaire à celui de Dubh Artach construit à la même époque, se présente sous la forme d'une tour circulaire conique en granit blanc de Dalbeattie (Écosse) taillé à Port Saint Mary sur l'île de Man. La base du phare repose sur un récif submersible, la terre administrée par l'île de Man la plus au sud et la plus à l'ouest, qui était taillé l'hiver, la tour étant élevée durant quatre étés.
Le phare fut équipé d'une cloche de brume en 1890 remplacée en 1911 par une corne de brume qui émettait un signal toutes les minutes jusqu'en 1995.
Un incendie survenu le 23 décembre 1960, qui blessa un des gardiens (Anderson, Brown et Ross), provoqua l'automatisation du phare l'année suivante bien qu'un employé (Norman Quillin) y resta jusqu'en 1998. Après un rapport des General Lighthouse Authorities du Royaume-Uni et d'Irlande datant de 2005, la corne de brume du phare de Chicken Rock cesse ses activités en 2005 et sa portée du faisceau lumineux, augmentée à 21 milles nautiques après des travaux en septembre 2006, entre en fonction le 13 juin 2007. Afin d'éviter une confusion entre les deux faisceaux blancs des phares de Chicken Rock et de Calf of Man, ce dernier cesse toute activité le 21 juin 2007.